# 賓夕法尼亞鐵路H6型蒸汽機車
H6型蒸汽機車，是賓夕法尼亞鐵路使用的煤水车式蒸汽机车车型之一。本型机车从1899年到1913年间共计制造2034台机车，仅次于美国陆军运输部S160型蒸汽机车，成为北美地区数量第二大的2-8-0轮式蒸汽机车。

## 制造
H6型机车因为火箱尺寸不同，而有三种亚型号：
| 型号 | 製造年    | 火箱 | 炉排面积 | 牵引力    | 动轮直径 | 制造数量 |
| H6   | 1899-1901 | 小   | 3.09 m2  | 190.01 KN | 1,400 mm | 189      |
| H6a  | 1901-1905 | 大   | 4.55 m2  | 187.57 KN | 1,400 mm | 1242     |
| H6b  | 1905-1913 | 大   | 4.55 m2  | 187.57 KN | 1,400 mm | 603      |
| ---- | --------- | ---- | -------- | --------- | -------- | -------- |

20世纪20年代，有699台H6a型和H6b型机车加装过热器，且汽缸直径亦由560毫米扩大到580毫米。两款改造版机车因此各自被命名为H6sa型和H6sb型。

## 运用

### 賓夕法尼亞鐵路H6型
本型机车在賓夕法尼亞鐵路作为干线货运、小运转以及调车机车使用。在賓夕法尼亞铁路，它们通常以双机重联甚至三机重联牵引货运列车。

### 巴爾的摩與俄亥俄鐵路E-24型
在賓夕法尼亞鐵路购置H6型机车的同时，亦对巴爾的摩與俄亥俄鐵路的机车车辆进行控制，时任賓夕法尼亞鐵路副总裁的莱昂诺尔·菲涅尔·洛列出任巴爾的摩與俄亥俄鐵路总裁。随后，巴爾的摩與俄亥俄鐵路从美国机车公司购买了一大批本型机车。这些机车最初被命名为I-4型，后来又被命名为E-24型。E-24型机车有许多变化，有些变为调车机车，有些安装过热器和新的阀箱。改进版E-24a型机车相当于賓夕法尼亞鐵路H6sb型机车。E-24型机车退役后没有留存。

### 中国铁路KD10型
南满州铁道于1938年至1939年间，从美国购买1905年至1907年由鲍尔温机车厂及宾夕法尼亚铁路奥尔托纳工厂制造之30辆H6sb型机车，编入ソリサ型（Solisa）
，亦被称为“ペンソリ”（Pensori，Pennsylvania Consolidation，意指宾夕法尼亚铁路的Consoliation型）。车号编为ソリサ8-22（社线）、547-561（国线）。此批机车于中华人民共和国成立后，改称为KD10型。

## 保存
H6sb-2846号机车，退役后由宾夕法尼亚州斯特拉斯堡镇宾夕法尼亚铁路博物馆收藏。此机车于1979年以“Consolidation Freight Locomotive No. 2846”之名被國家史蹟名錄收录。

## 备注
1. 1 2 3  Pennsylvania Railroad. . PRR.Railfan.net.   [2018-04-29]. （原始内容存档于2016-06-28）.
2. ↑  按照賓夕法尼亞鐵路機車命名規則（英语：Pennsylvania Railroad locomotive classification），H係指Consoliation型（車軸配置2-8-0）之蒸汽機車，後再以1、2、3、4、5、6、7、8、9、10依序代表1～10型。因此H6型实际為賓夕法尼亞鐵路Consoliation型機車第6型，之前之後以此類推。
3. ↑  Staufer, Alvin F., Edson, D. William, and Harley, E. Thomas. Pennsy Power lll. Staufer. ISBN 0-944513-10-7
4. ↑  Westing, Fred. Pennsy Steam and Semaphores. Superior Publishing ISBN 0-517-36955-9
5. ↑  
南滿州鐵道Solisa（ソリサ）型蒸汽機車共有83輛，可再細分為三種車型：
  - 舊ソリサ型（H3型）：1910年至1911年向英國Beyer Peacock公司訂製40輛飽和式蒸汽機車，1920年至1926年進行過熱化改造。戰後編為KD3型。
  - 舊ソリシ型（H4型）：1914年至1920年由沙河口工廠製造13輛過熱式蒸汽機車。
  - ペンソリ：1938年向賓夕法尼亞鐵路購買30輛H6sb型中古機車。戰後編為KD10型。

於二次大戰結束時，以上三型機車共83輛中，有64輛分布於大連埠頭局（1輛）、奉天（3輛）、錦州（2輛）、吉林（9輛）、牡丹江（23輛）、齊齊哈爾（7輛）等鐵路局，另有出借建設事務所（3輛）、其他鐵道（15輛），以及其他用途1輛。戰後分別編為KD3（舊ソリサ型）、KD10（ペンソリ）等車型。